# Antenor Patiño
Antenor Patiño Rodríguez (Oruro, Bolívia, 12 de outubro de 1896 - Nova Iorque, Estados Unidos, 2 de fevereiro de 1982) foi um empresário boliviano.
Herdeiro de Simón I. Patiño foi apelidado de "Rei do Estanho" por ser o proprietário das principais minas de estanho na Bolívia e controlar o mercado mundial deste mineral. As minas foram nacionalizadas em 1952 na revolução boliviana e integradas na Corporação Mineira de Bolívia.

## Vida pessoal
Casou-se em 1931 com a Duquesa de Dúrcal, María Cristina de Borbón e Bosch-Labrús (1913-2002), filha de Dom Fernando de Borbón e Madán, duque de Dúrcal e parente do rei Alfonso XIII de Espanha, e de doña Leticia Bosch-Labrús e Blat, irmã do visconde de Bosch-Labrús, com quem teve duas filhas: María Cristina e Isabel. Divorciou-se em 1959 depois de extensas disputas legais. A mais velha de suas filhas, María Cristina contraiu matrimônio com Marc Charles Louis Joseph Marie, 7º Príncipe de Beauvau-Craon (Paris, 3 de fevereiro de 1921 - Château d'Haroué, 21 de novembro de 1982) e sua segunda filha Isabel morreu ao dar a luz a sua única filha Isabel Goldsmith-Patiño, pouco depois de casar-se com James Goldsmith (1933-1997).
Após a sua morte, o governo português autorizou que fosse transladado para a capela da quinta Patino. Esta construção fora transferida de S. João da Pesqueira. Em 1989 os restos mortais foram transportados para a Bolívia.

## Fortuna
Com sua fortuna, entre outras coisas, conseguiu desenvolvimentos turísticos como As Hadas, em Manzanillo, México (lugar onde se filmou o filme "10" com a actriz Bo Derek) e As Alamandas na Costa Alegre do estado de Jalisco, também em México.
Em Portugal teve várias propriedades, sendo a mais conhecida a Quinta Patiño, em Cascais. Em 6 de Setembro de 1968 fez ali uma festa que contou com muitos famosos.